# Institutul Geografic Național (Franța)
Institut Géographique National (IGN) (Institutul Geografic Național) este un institut de stat din Franța care are rolul de obține, prelucra și interpreta datele geografice. El a preluat funcțiile fostului Serviciu Geografic al Trupelor de Uscat „Service Géographique de l’Armée” (SGA), care a fost desființat în anul 1940.

## Activitate
Institutul geografic național francez (IGN) are o serie de institute de învățământ din domeniul geografiei ca „École nationale des sciences géographique” (ENSG) (Școala națională de științe geografice) cu sediul în „Marne-la-Vallée” în apropiere de Paris și alte 14 centre asemănătoare de învățământ geografic, cu următoarele domenii de calificare: 
- tehnician topometru (Technicien Géomètre)
- desenator cartograf (Dessinateur Cartographe)
- inginer geodez (Ingénieur des Travaux)

Studiul durează o perioadă de trei ani, sub egida ENSG, fiind controlat de IGN. Cei care au terminat studiile sunt specializați în geodezie, cartografie și fotogrammetrie.

## Publicații
IGN publică în general o serie de hărți topografice, fotografii aerine sau în relief ale unor regiuni din Franța sau de peste hotare, la diferite scări, date care sunt corelate cu măsurătorile altor instituții de specialitate străine.